# Henri Langlais
Henri Langlais (* 8. Juli 1911 in Chalon-sur-Saône; † 16. Oktober 1994 in Paris) war ein französischer Botschafter.

## Leben
Henri Langlais studierte Rechtswissenschaft an der Universität von Burgund und am Centre des Hautes Etudes administratives sur l'Afrique et l'Asie modernes (CHEAM). Sein erster Auslandsposten war am Konsulat in Birmingham.
Später war Langlais Stellvertretender Direktor der Abteilung Westeuropa am Quai d’Orsay und verfasste im März 1962 eine Abhandlung über international communism; peaceful coexistence policy.